# Hallelujah (film)
Hallelujah is een Amerikaanse musical uit 1929.
Het was een van de eerste grote studiofilms waar voornamelijk zwarte acteurs in speelden. Het was de ambitie van regisseur King Vidor om een realistisch beeld weer te geven van zwarten in de film. De studio vond dit allemaal zeer riskant, waardoor Vidor veel geld uit eigen zak erin moest steken. Het was King Vidors eerste geluidsfilm en hij was genomineerd voor de Oscar voor beste regisseur. De film werd in 2008 opgenomen in de National Film Registry.

## Rolverdeling
| Acteur                 | Personage        |
| ---------------------- | ---------------- |
| Daniel L. Haynes       | Zeke             |
| Nina Mae McKinney      | Chick            |
| William Fountaine      | Hot Shot         |
| Harry Gray             | Parson           |
| Fanny Belle DeKnight   | Mammy            |
| Everett McGarrity      | Spunk            |
| Victoria Spivey        | Missy Rose       |
| Milton Dickerson       |                  |
| Robert Couch           |                  |
| Walter Tait            | Johnson kinderen |
| Dixie Jubilee Singers  |                  |
| Sam McDaniel           | Adam             |
| Matthew "Stymie" Beard | kind             |
| Eva Jessye             | zanger           |
| Blue Washington        |                  |
| Madame Sul-Te-Wan      |                  |
| Clarence Muse          |                  |